# Stacey Gartrell
Stacey Gartrell (Sídney, 6 de enero de 1977) es una deportista australiana que compitió en natación. Ganó tres medallas en el Campeonato Pan-Pacífico de Natación, en los años 1993 y 1995.

## Palmarés internacional
| Campeonato Pan-Pacífico | Campeonato Pan-Pacífico  | Campeonato Pan-Pacífico | Campeonato Pan-Pacífico |
| Año                     | Lugar                    | Medalla                 | Prueba                  |
| ----------------------- | ------------------------ | ----------------------- | ----------------------- |
| 1993                    | Kobe (Japón)             | Medalla de plata        | 1500 m libre            |
| 1993                    | Kobe (Japón)             | Medalla de plata        | 4 × 200 m libre         |
| 1995                    | Atlanta (Estados Unidos) | Medalla de bronce       | 1500 m libre            |